# Eigil Nansen
Eigil Nansen (18 de juny de 1931) és un activista dels Drets Humans noruec.

## Biografia
Va néixer el 18 de juny de 1931 sent fill de l'arquitecte i humanista Odd Nansen i net de l'explorador i activista Fridtjof Nansen, Premi Nobel de la Pau l'any 1922.

## Jocs Olímpics d'hivern
En els Jocs Olímpics d'Hivern de 1952 celebrats a Oslo (Noruega) fou l'encarregat d'encendre la flama olímpica en el peveter instal·lat a l'estadi olímpic.

## Activisme
Al llarg de la seva vida ha desenvolupat tasques en favor dels refugiats i del compliment dels Drets Humans, per la qual cosa fou guardonat l'any 1991 amb el Premi Lisa i Leo Eitinger concedit per la Universitat d'Oslo.